# Saint-Avit (Tarn)
Saint-Avit település Franciaországban, Tarn megyében. Lakosainak száma 279 fő (2022. január 1.). Saint-Avit Dourgne, Lagardiolle, Lempaut, Lescout és Verdalle községekkel határos.

## Népesség
A település népessége az elmúlt években az alábbi módon változott:
| Lakosok száma | 275  | 269  | 265  | 262  | 260  | 266  | 273  | 279  |
|               | 2013 | 2015 | 2017 | 2018 | 2019 | 2020 | 2021 | 2022 |